# C/2014 Q3 (Borissov)
Pour les articles homonymes, voir Borissov et Comète Borissov.
C/2014 Q3 (Borissov) est une comète périodique découverte à une magnitude apparente 17 le 22 août 2014 par l'astronome amateur Guennadi Borissov à l'aide d'un astrographe de 30 centimètres (12 pouces). Il s'agit de la troisième comète découverte par Borissov. La comète est mieux vue depuis l'hémisphère nord.
On s'attendait à ce que la comète atteigne environ 11 de magnitude près du périhélie (point de l'orbite le plus proche du Soleil), mais a atteint autour de la magnitude 10. Le 8 novembre 2014, la comète avait une déclinaison de +83° et était circumpolaire pour l'hémisphère nord. La comète est passée au périhélie le 19 novembre 2014 à une distance de 1,65 unité astronomique du Soleil. 
Avant d'entrer dans la région planétaire (époque 1950), C/2014 Q3 avait une période orbitale de 148 ans. Après avoir quitté la région planétaire (époque 2050), sa période orbitale est de 146 ans. 